# Parco nazionale dell'Arcipelago Toscano
Il Parco nazionale dell'Arcipelago Toscano è un parco nazionale istituito nel 1996 che si trova al largo della Toscana.

## Territorio
Il parco ha una superficie di 16.856 ettari a terra e 56.766 a mare ed è composto da:
- tutte le isole principali dell'Arcipelago Toscano
  - Isola di Gorgona
  - Isola di Capraia
  - Isola d'Elba
  - Isola di Pianosa
  - Isola di Montecristo
  - Isola del Giglio
  - Isola di Giannutri
- isolotti minori nel Canale di Piombino:
  - Isola di Palmaiola
  - Isola di Cerboli
- isole minori nel Mar Tirreno
  - Formiche di Grosseto
- alcuni scogli: 
  - Meloria nel Mar Ligure;
  - all'Elba: Formiche della Zanca, l'Ogliera, lo Scoglio della Triglia, l'Isola Corbella, le Isole Gemini, l'Isolotto d'Ortano, l'Isola dei Topi e lo Scoglietto di Portoferraio
  - Giglio: l'Isola della Cappa, Le Scole
  - Pianosa: la Scarpa e La Scola;
  - Capraia: la Peraiola
  - Montecristo: lo Scoglio d'Africa

## Isola del Giglio
L'isola del Giglio, composta di coste rocciose con falesie di elevato valore naturalistico, oltre a far parte del Parco nazionale, è un'area protetta sia come sito di interesse regionale (SIR) che come zona di protezione speciale (ZPS), ed è inoltre stata proposta come sito di importanza comunitaria (pSIC).

### Geomorfologia
Come tipologia ambientale prevalente, l'Isola è prevalentemente granitica, dalla copertura vegetale eterogenea, prevalgono formazioni più o meno evolute di macchia mediterranea e dei suoi stadi di degradazione (garighe e prati annui), a causa degli incendi. Superfici significative sono occupate da impianti di pini e da arbusteti di ricolonizzazione su aree agricole abbandonate. Larga presenza di terrazzamenti.

### SIR
I principali elementi di criticità interni al SIR sono: 
- Il turismo estivo di massa condiziona l'assetto paesaggistico e vegetazionale dell'isola, comportando elevati livelli di antropizzazione.
- Notevole presenza di viabilità, nella porzione settentrionale dell'isola, con traffico molto elevato nei mesi estivi.
- Forte disturbo antropico, nei mesi estivi, sull'intero sviluppo costiero.
- Frequenti incendi.
- Abbandono delle forme tradizionali di uso del suolo e conseguente riduzione dell'eterogeneità ambientale.
- Incremento della popolazione nidificante di gabbiano reale (Larus cachinnans).
- Presenza di predatori terrestri introdotti dall'uomo (cani, gatti, ratti).
- Diffusione di specie vegetali e animali alloctone.

I principali elementi di criticità esterni al sito sono: 
- Presenza di cospicui insediamenti turistici (in espansione) in alcuni tratti costieri, con forte artificializzazione delle aree con costa sabbiosa.
- Discariche costiere che favoriscono l'aumento del gabbiano reale.
- Impatto diretto e indiretto della pesca sugli uccelli marini.

Le principali misure di cinoservazione da adottare sono:
1. Conservazione degli endemismi esclusivi di flora e fauna (EE).
2. Mantenimento/recupero degli habitat prioritari (praterie) e delle specie floristiche rare (EE).
3. Mantenimento degli elevati livelli di naturalità nelle zone meno antropizzate (EE).
4. Tutela del gabbiano corso (EE).
5. Mantenimento/incremento dei livelli di diversità ambientale, favorendo la presenza dei diversi stadi delle successioni vegetazionali e la permanenza di zone agricole (E).
6. Eradicazione/controllo delle specie alloctone invasive (M).

Indicazioni per le misure di conservazione: 
- Verifica e limitazione degli ulteriori programmi di sviluppo d'insediamenti turistici, viabilità, ecc., con particolare attenzione per la tutela delle aree meno antropizzate, della fascia costiera e degli endemismi (EE).
- Analisi dell'impatto della pesca sugli uccelli marini e adozione delle eventuali misure necessarie (EE).
- Monitoraggio della localizzazione delle colonie di Larus audouinii e adozione delle eventuali misure di conservazione ritenute necessarie (divieto di sbarco, divieto di ancoraggio nelle aree prossime alla colonia, specifiche azioni di sensibilizzazione) (EE).
- Incentivazione/promozione delle attività agricole a basso impatto, verificando, in particolare, la possibilità di ripristinare attività zootecniche che consentano il mantenimento di praterie e garighe (E).
- Poiché alcune delle principali cause di degrado/disturbo dipendono da pressioni ambientali originate nel contesto esterno al sito, per queste dovrà essere opportunamente applicato lo strumento della valutazione di incidenza (E).
- Tutela delle formazioni vegetazionali più evolute, in particolare dei boschi di latifoglie e di sclerofille, e avviamento di interventi di gestione (anche mediante misure contrattuali) finalizzati a incrementarne i livelli di maturità (E).
- Attivazione di azioni di eradicazione/controllo delle specie vegetali esotiche invasive (in particolare la robinia) e controllo della presenza di cani e gatti inselvatichiti (E).
- Tutela dei residui lembi di costa sabbiosa con presenza di vegetazione psammofila (M).
- Attivazione di un piano complessivo per la limitazione del gabbiano reale (Larus cachinnans) (M).

## Comuni
Campo nell'Elba, Capoliveri, Marciana, Marciana Marina, Porto Azzurro, Portoferraio, Rio; Capraia Isola; Grosseto; Isola del Giglio; Livorno

## Flora
Il clima di tipo mediterraneo ed isolano sono i fattori principali che influenzano la vegetazione dell'Arcipelago Toscano. In quest'area sono massicciamente presenti piante di sempreverdi e piante con foglie molto piccole come le ginestre. Nell'ambiente dell'arcipelago si possono ritrovare grandi foreste di leccio di cui oggi sopravvivono solo pochi boschi cedui e boschi di castagno. La formazione vegetale oggi più diffusa nel parco è la macchia mediterranea: il corbezzolo, il lentisco, il ginepro fenicio, il mirto, le eriche, il rosmarino, la lavanda, le ginestre e i cisti. 
Alcune specie endemiche sono esclusive dell'arcipelago toscano o dell'area sardo-corsa.

### Endemismi

#### Arcipelago Toscano
- Centaurea gymnocarpa
- Centaurea aetaliae
- Centaurea ilvensis
- Crocus ilvensis
- Genista desoleana
- Limonium ilvae
- Limonium dianium
- Limonium gorgonae
- Limonium planesiae
- Limonium doriae
- Limonium multiforme var. sommieriana
- Linaria capraria (Linaria di Capraia);
- Mentha requienii ssp. bistaminata (Menta di Capraia)
- Romulea revelieri
- Orchis provincialis var. capraria (Orchidea di Capraia)
- Viola corsica subsp. ilvensis
- Saxifraga caprariae (Capraia)
- Saxifraga montis-christi (Montecristo)
- Hieracium racemosum subsp. amideii (Montecristo)

#### Sardo-Corsi
- Borago pygmaea
- Galium caprarium

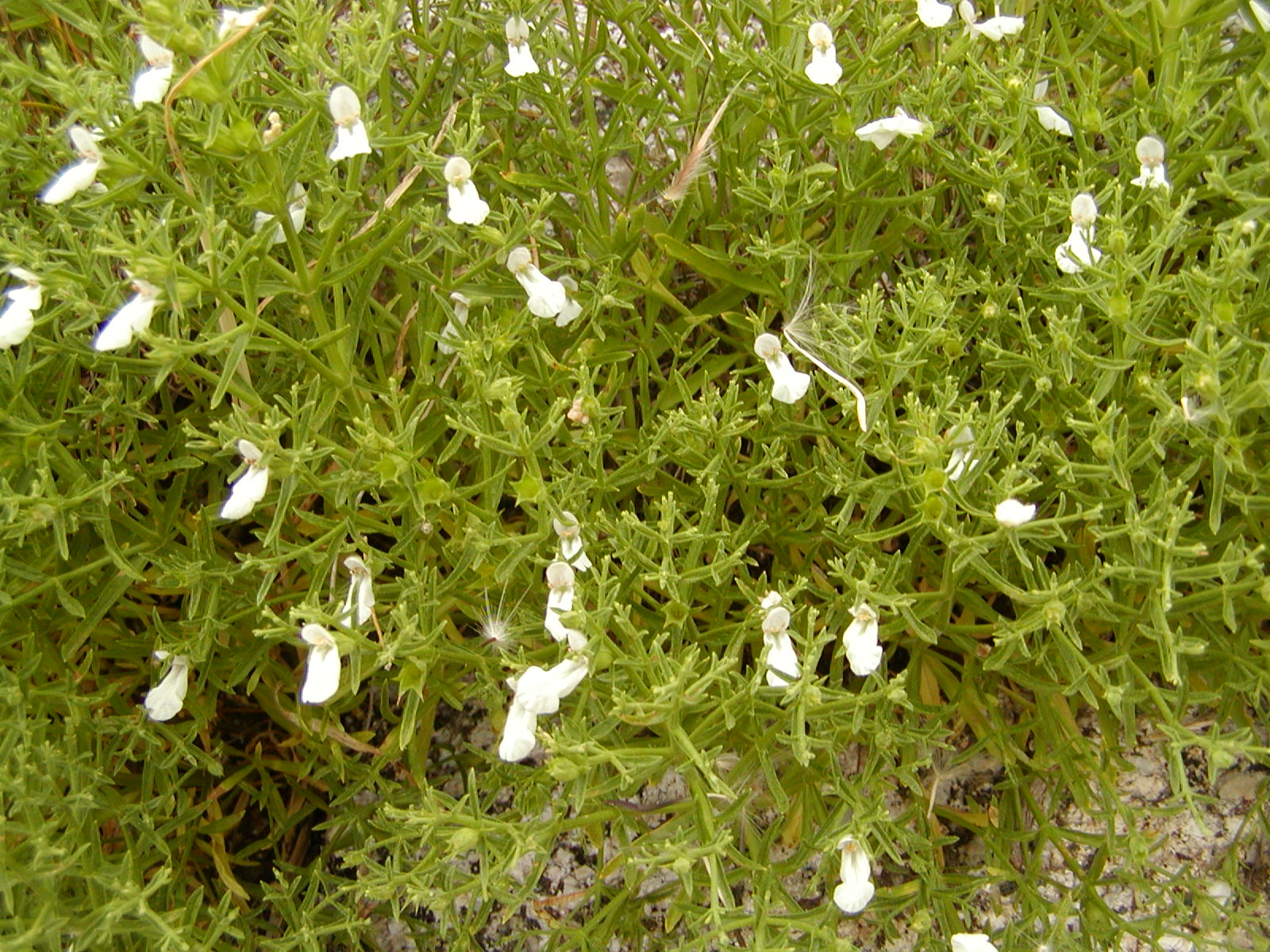
Stachys glutinosa

- Limonium contortirameum (Limonio a rami contorti)
- Pancratium illyricum (Giglio di mare)
- Stachys corsica
- Stachys glutinosa
- Stachys salisii
- Trisetaria burnoufii

### Isola del Giglio
Nel sito dell'isola del Giglio la flora, prevalentemente silicicola, è abbastanza ricca, con specie rare ed endemiche tirreniche. Tra le altre tipologie ambientali rilevanti ci sono le aree agricole (in prevalenza vigneti), i boschi di sclerofille e, nelle esposizioni più fresche, di latifoglie, le coste rocciose, le coste sabbiose, i piccoli centri storici e gli insediamenti turistici.
Tra le specie vegetali presenti: il cavolo prostrato (Brassica procumbens), specie a distribuzione nord-africana e sud-europea, presente in Europa in due località (Corsica e Isola del Giglio), probabilmente le stazioni europee sono di origine avventizia; la Gagea granatellii, specie rara, segnalata all'Elba (Monte Capanne), Pianosa e Giglio. Sono inoltre da segnalare popolamenti floristici delle coste rocciose con specie endemiche o di elevato interesse conservazionistico.

## Fauna
Tra i mammiferi è da rilevare la presenza di martore e conigli selvatici, oltre ai mufloni e cinghiali, che però, sono stati introdotti per scopi venatori. Ricca l'avifauna: vari uccelli migratori, tra cui berte minori e gabbiani corsi, questi ultimi anche simbolo del parco. Tra uccelli non migratori, rettili e anfibi: il venturone, il geco tirrenico, la raganella tirrenica, il discoglosso sardo e il sordone.
Il Comune di Marciana dell'isola d'Elba, con delibera n. 26 del 30 aprile 1976, dispose l'acquisizione - per la somma complessiva di 672.000 lire - di tre esemplari di muflone provenienti dalla tenuta di Ugo Baldacci a Montecatini Val di Cecina da collocare sul Monte Perone, dichiarando che l'introduzione degli esemplari costituiva un «contributo del Comune all'opera di ripopolamento e ricostituzione della fauna [...] al fine di ottenere un ripopolamento di selvaggina nelle idonee zone dell'isola.»
Tuttavia, nel maggio 2016, il Consiglio direttivo del Parco nazionale dell'Arcipelago toscano ha preso la decisione di «eradicare» il muflone dall'isola. Il giro di vite giunge dopo anni in cui il Parco ha tentato di limitare i capi di ungulati sul territorio elbano: un'azione che, evidentemente, non è bastata a gestire l'emergenza procurata dai mufloni, responsabili assieme ai cinghiali di numerosi danni alle colture e alla biodiversità, soprattutto nei confronti del giglio rosso, del giglio stella, dell'agrifoglio e del pungitopo.

### Isola del Giglio
Nel SIR dell'Isola del Giglio è da segnalare la presenza del raro chirottero Tadarida teniotis.
Presenza di specie rare ornitiche nidificanti marine, legate ad habitat rocciosi ed alle garighe mediterranee; importante per la sosta degli uccelli migratori. Tra esse: la magnanina sarda (Sylvia sarda) segnalata recentemente come nidificante; la sterpazzola di Sardegna (Sylvia conspicillata), segnalata recentemente come nidificante. Presenza di forme endemiche, esclusive del Giglio o dell'Arcipelago Toscano, e di numerosi altri elementi d'interesse biogeografico (ad esempio, di forme sardo-corse). Consistenti popolazioni nidificanti di specie minacciate di uccelli, legate ai complessi mosaici ambientali e ai paesaggi agricoli tradizionali.
Presenza fra i rettili del Phyllodactylus europaeus, appartenente ad un genere per il resto a distribuzione tropicale e tra gli anfibi, del Discoglossus sardus, specie endemiche dell'area tirrenica.
Numerose le specie di invertebrati endemici.